# 天主教奧克蘭教區 (紐西蘭)
天主教奧克蘭教區（拉丁語：Diocesis Aucopolitana）是新西蘭一個羅馬天主教教區，屬惠靈頓總教區。教區於1848年6月20日成立。
教座位於最大城市奧克蘭，教區於2006年時有教友185,800人（佔轄區人口10.6%）、六十六個堂區和149名司鐸。現任教區主教為巴特利爵·鄧恩，輔理主教為彌額爾·安德肋·吉倫。